# Otto Kranefeld
Otto Kranefeld (Lebensdaten unbekannt) war ein deutscher Fußballspieler und Fußballtrainer.

## Werdegang
Der Mittelfeldspieler Otto Kranefeld spielte von 1938 bis 1943 für Arminia Bielefeld in der seinerzeit erstklassigen Gauliga Westfalen. Der größte Erfolg war die Vizemeisterschaft in der Saison 1939/40. Von 1940 bis 1942 war Kranefeld Spielertrainer.